# Ddmasar
Ddmasar (en arménien Դդմասար ; anciennement Ghabaghtaba) est une communauté rurale du marz d'Aragatsotn, en Arménie. Elle compte 3 512 habitants en 2009.